# Chrysotus chaetipalpus
Chrysotus chaetipalpus är en tvåvingeart som beskrevs av Octave Parent 1933. Chrysotus chaetipalpus ingår i släktet Chrysotus och familjen styltflugor. Inga underarter finns listade i Catalogue of Life.